# Lixinae
Лікси́ни (Lixinae) — підродина жуків родини довгоносиків.

## Зовнішній вигляд
Жуки середніх та великих (до 20 мм у довжину) розмірів. Головні ознаки:
- вусикові борозенки спрямовані скісно під очі або до нижнього боку головотрубки і закінчуються попереду очей;
- головотрубка звичайно досить довга і товста, з більш або менш розвиненими птеригіями. Завдяки їм, борозенки хоча б частково видно зверху;
- тазики передніх ніг стоять ближче до заднього краю передньогрудей, ніж до переднього.

Забарвлення верхньої частини тіла — білих, сірих, жовтуватих та коричневих тонів, часто-густо візеручасте, з плям та смужок; утворене лусочками, волосками і пилковидним наліо.

## Спосіб життя
Усі ліксини рослинноїдні. Місця їх мешкання пов'язані з трав'янистими, рідше — дерев'янистими рослинами, якими вони харчуються. Здебільшого це рослини з родин амарантових (Amaranthaceae), айстрових (Asteraceae), капустяних (Brassicaceae), селерових (Apiaceae). За харчовою спеціалізацією більшість ліксин є широкими олігофагами.
За місцем розвитку преімагінальних стадій (яйце, личинка, лялечка) ліксини поділяються на три групи:
- різофаги — преімагінальні стадії мешкають нижче рівня ґрунту, личинки харчуються кореневою системою рослин, мешкаючи всередині кореня або у ґрунті поблизу нього;
- каулофаги — преімагінальні стадії проходять розвиток в стеблах;
- антофаги — преімагінальні стадії розвиваються у суцвіттях[4].

Як правило, самка для відкладання яйця вигризає заглиблення у рослинній поверхні. Личинки деяких видів, розвиваючись у стеблі або корені, утворюють аномальне розростання рослинних тканин — гал.
Усі ліксини української фауни дають одне покоління на рік. Зимують звичайно імаго, причому поза межами кормової рослини — у верхньому шарі ґрунту, підстилці, попід камінням.
Основні природні регулятори чисельності ліксин — низка видів паразитичних комах та деякі кліщі, вплив хижаків набагато менш відчутний.

## Географічне поширення
Описано понад 1250 рецентних видів ліксин та близько 100 видів, які вимерли у минулі геологічні епохи. Більша частина сучасних ліксин мешкає у Палеарктиці (близько 800 видів), помітно менше їх у Афротропіці (~250), Неарктиці (~130), Неотропіці (~90) Індо-Малайській області (~50), Австралійської области (~20).
В Україні мешкає понад 90 видів ліксин, кількість видів в локальних фаунах України, як і в Палеарктиці в цілому, зменшується у напрямку «південь→північ».
На поширення й чисельність ліксин впливає діяльність людини. Через її негативний вплив два види ліксин занесено до Червоної книги України.

## Походження
Спираючись на сучасне географічне поширення ліксин та їх кормові зв'язки, вважають, що група виникла в Євразії, на теренах суходолу, який утворювався внаслідок зменшення площі первісного океану Тетісу. Формування групи відбувалося в аридних умовах пустель Давнього Середземномор'я. Звідси йшло розселення пра-ліксин суходолом, причому одночасно із цим процесом тривало формоутворення.

## Значення у природі та житті людини
В екосистемах ліксини є суттєвою ланкою кругообігу речовин та енергії, в першу чергу як фітофаги — споживачі рослинної органіки, конкуренти інших рослиноїдних тварин. Вони важливі також як їжа для зоофагів та паразитів.
Окремі види ліксин завдають економічно відчутної шкоди сільському господарству (буряковий довгоносик) та піскозакріплювальним насадженням. Проте більшість видів у цьому відношенні нейтральні либонь можуть становити хіба що потенційну загрозу для культивованих рослин. Деякі ліксини використовувались або випробовувались як гербіфаги — винищувачі бур'янів.
Вагомий внесок у вивчення ліксин зроблений радянським ентомологом М. Є. Тер-Мінасян.

## Класифікація
Описано приблизно 1500 видів і 100 родів ліксин. Їх усіх поділяють на три триби: Cleonini, Lixini та Rhinocyllini:

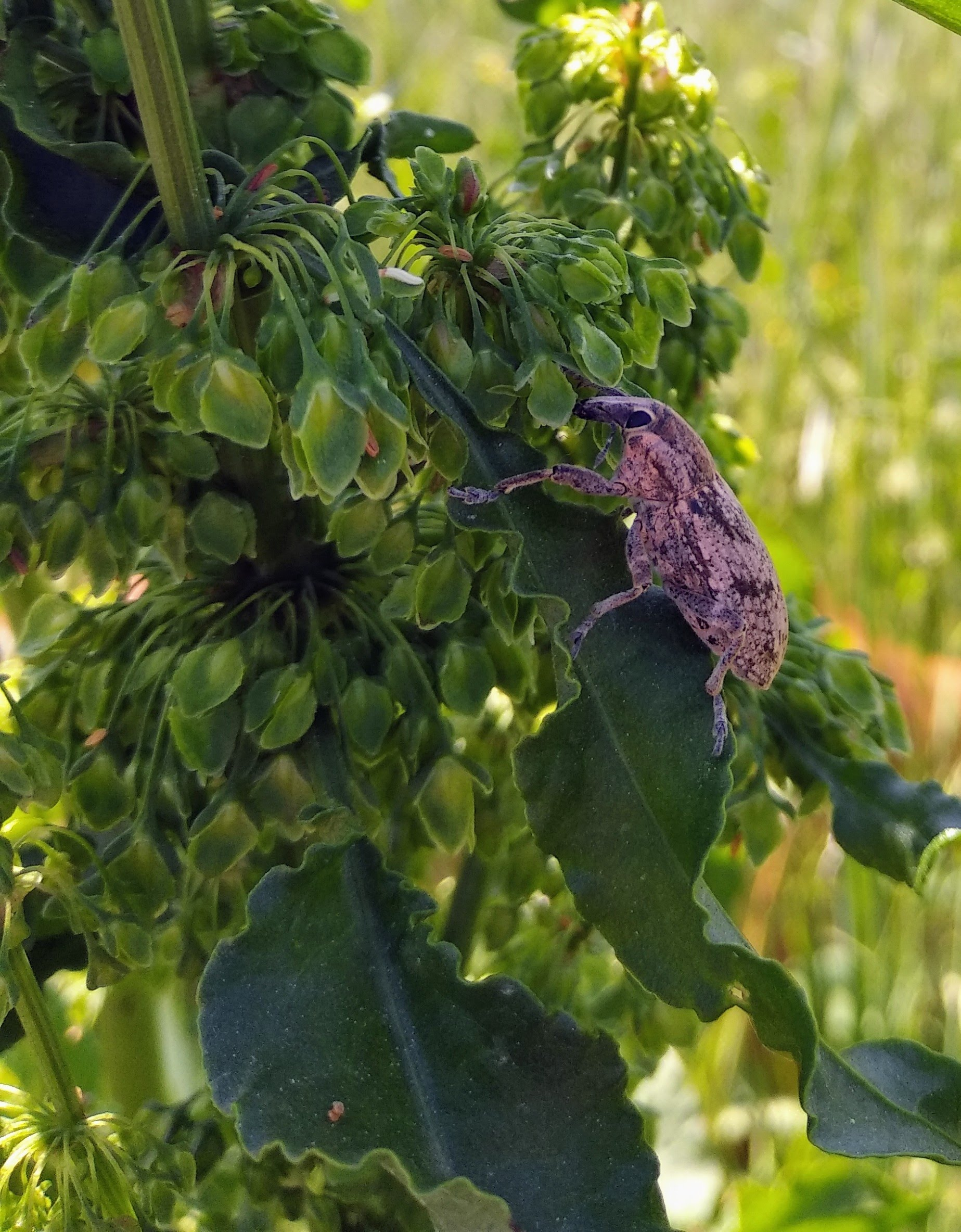
Temnorhinus mendicus

:
Cleonini
- Adosomus
- Afghanocleonus
- Ammocleonus
- Aparotopus
- Aplesilus
- Apleurus
- Asinocleonus
- Asproparthenis
- Atactogaster
- Bodemeyeria
- Bothynoderes
- Brachycleonus
- Calodemas
- Centrocleonus
- Chromonotus
- Chromosomus
- Cleonis
- Cleonogonus
- Cleonolithus
- Cnemodontus
- Coniocleonus
- Conorhynchus
- Cosmogaster
- Curculionites
- Cyphocleonus
- Entymetopus
- Eocleonus
- Epexochus
- Ephimeronotus
- Epirrhynchus
- Eumecops
- Eurycleonus
- Georginus
- Gonocleonus
- Hemeurysternus
- Heterocleonus
- Isomerops
- Koenigius
- Leucochromus
- Leucomigus
- Leucophyes
- Liocleonus
- Lixocleonus
- Lixomorphus
- Lixopachys
- Mecaspis
- Menecleonus
- Mesocleonus
- Microcleonus
- Mongolocleonus
- Monolophus
- Neocleonus
- Nomimonyx
- Pachycerus
- Pajnisoodes
- Paraleucochromus
- Pentatropis
- Phaulosomus
- Pleurocleonus
- Pliocleonus
- Porocleonus
- Priorhinus
- Pseudisomerus
- Pseudocleonus
- Pycnodactylopsis
- Resmecaspis
- Rhabdorrhynchus
- Rungsonymus
- Scaphomorphus
- Stephanocleonus
- Surchania
- Temnorhinus
- Terminasiania
- Tetragonothorax
- Trachydemus
- Trichocleonus
- Trichotocleonus
- Whiteheadia
- Xanthochelus
- Xenomacrus
- Zaslavskia

Lixini
- Broconius
- Eugeniodecus
- Eustenopus
- Gasteroclisus
- Hololixus
- Hypolixus
- Ileomus
- Lachnaeus
- Larinus
- Lixus
- Microlarinus
- Microlixus
- Mycotrichus

Rhinocyllini
- Bangasternus
- Rhinocyllus